# フック (映画)
『フック』（原題: Hook）は、1991年公開のアメリカ映画。
40歳の大人になった永遠の子供ピーター・パンが、宿敵フック船長と再び闘うSF・コメディ・ファンタジー・アクション作品。ピーター・パンの作品が大好きで、映画化をかねてから熱望していたスティーヴン・スピルバーグが7000万ドルの制作費を投じて制作した。コメンタリーによると当初はオープニングロゴをコロンビア ピクチャーズにするつもりだったという。日本での公開は1992年6月20日。

## ストーリー
40歳の弁護士であるピーター・バニングは、アメリカの企業付きの弁護士で猛烈な仕事人間であり、家族を省みずに仕事に熱中するあまり、家族から軽蔑されていた。そんな一家が妻の祖母・ウェンディのいるイギリスに里帰りした晩、子供たちが何者かに誘拐されてしまう。誘拐犯が残した脅迫状には、フック船長の名前が記してあった。
途方に暮れていたバニングに、祖母のウェンディは、バニングこそがかつてのピーター・パンであったことを告げる。しかし、かつての記憶を完全になくし、自分がピーター・パンであったことすら忘れてしまったバニングは、すぐには信じようとしない。そんな時、突然妖精のティンカーベルが現れた。バニングはティンカーベルと共にさらわれた子供たちを救うために、半ば強引に連れ去られる形で再びネバー・ランドへと向かう。
ネバーランドに暮らすロストボーイたちはピーター・パンの帰還を聞いて喜ぶが、目の前に現れたよれよれの中年男がかつてのピーター・パンであるとは信じられず、ロストボーイのリーダーである少年ルフィオも彼を断じて認めようとしなかった。しかし、彼に寄り添った1人のロストボーイの少年の言葉に、子供たちはバニングが本物のピーター・パンであると信じるようになり、彼が再びピーター・パンとなって空を飛べるよう、協力して特訓に精を出す。
一方、バニングの子供であるジャックとマギーをさらったフック船長は、ろくに父親に顧みられることのなかったジャックの心情に付け込み、自分が本当の父親だと吹き込んでジャックを懐柔してしまう。フック船長のカギ爪を盗むため、海賊たちのベースボール大会に忍び込んだバニングは、ジャックがフックを父親として慕っている光景を目撃し、黙ってその場を離れる。奮起したバニングは空飛ぶ力を取り戻そうと決意して、諦めずに空を飛ぼうとする。そのはずみで自分がかつて住んでいた家の中に転がり落ちたバニングは、部屋の中を見渡すうちに、ついにピーター・パンとしての記憶と空飛ぶ能力を取り戻す。ルフィオも覚醒したピーターの姿を見てパンであることを認め、パンの剣を返上した。
武装したロストボーイたちと共にフックの海賊船に乗り込んだバニングは、フック船長の相手をルフィオに任せ、子供たちをようやく保護する。しかし、フック船長相手に奮戦していたルフィオは次第に追い詰められ、剣に胸を貫かれて絶命してしまう。怒りを堪えて子供たちのためにその場を去ろうとするも、執念深く復讐を遂げようとするフック船長の言葉を聞いたバニングは決着をつけることを決意、ついにバニングとフック船長の一騎討ちが始まった。卑怯な手段でバニングを追い詰めたフック船長だが、すんでの所でロストボーイたちがフック船長の嫌いな時計を一斉に取り出した。時計の音に苦しみながら慌てふためくフック船長に、巨大なチクタクワニの剥製が倒れこみ、船長はワニの口に飲み込まれて消え去ってしまった。
すべてが終わった後、別れの寂しさに沈むロストボーイたちを元気づけたバニングは、ロストボーイの1人であるサッドバッドをピーター・パンの後継者に指名し、ピーター・パンの剣を託して家族の待つ現実世界へと帰っていくのだった。

## キャスト
※括弧内は日本語吹替
- ジェイムズ・フック船長 - ダスティン・ホフマン（伊藤孝雄）
- ピーター・パン（ピーター・バニング） - ロビン・ウィリアムズ（樋浦勉）
- ティンカーベル（ティンク） - ジュリア・ロバーツ（土井美加）
- スミー - ボブ・ホスキンス（内海賢二）
- ウェンディ・ダーリング - マギー・スミス（杉山とく子）
- モイラ・バニング - キャロライン・グッドール（小山茉美）
- ジャック・バニング - チャーリー・コースモー（英語版）（大友大輔）
- マギー・バニング - アンバー・スコット（多田葵）
- ライザ - ローレル・クローニン（片岡富枝）
- グッド警視 - フィル・コリンズ（嶋俊介）
- トゥートルズ - アーサー・マレット（滝口順平）
- ポケッツ - イサイア・ロビンソン
- エース - ジャセン・フィッシャー（英語版）
- ルフィオ - ダンテ・バスコ
- サッドバッド - ルシャン・ハモンド
- 少女時代のウェンディ - グウィネス・パルトロー
- ピーターの母 - ケリー・ローワン

その他：湯澤真伍、杉元直樹、菊地英博、広田雅宣、細田忍、増岡弘、広田貴宣、青木和代、佐々木一成、井上喜久子、久我未来、島香裕、池田勝、藤生聖子、石田彰、叶木翔子、千田光男、大山高男、さとうあい、藤枝成子、津田英三

## スタッフ
- 製作 - キャスリーン・ケネディ
- 監督 - スティーヴン・スピルバーグ
- SFX - ILM
- 音楽 - ジョン・ウィリアムズ

## 地上波放送履歴
| 回数 | 放送局     | 番組名             | 放送日       | 視聴率 | 備考 |
| ---- | ---------- | ------------------ | ------------ | ------ | ---- |
| 1    | フジテレビ | ゴールデン洋画劇場 | 1998年2月7日 |        |      |

## ゲーム
Hook（ファミリーコンピュータ、エピック・ソニーレコード、1992年3月27日）
Hook（スーパーファミコン、エピック・ソニーレコード、1992年7月17日）
映画を原作としたアクションゲーム。大人になり、飛ぶことを忘れたピーターパンのための練習モードが存在する。
Hook（アーケードゲーム、アイレム、1992年）
ベルトスクロールアクション。ピーター、ルフィオ、エース、ポケッツ、サッドバッドから操作キャラクターを選択する。
Hook（ピンボール、データイースト、1992年）